# Divorce Iranian Style
Pour plus de détails, voir Fiche technique et Distribution.
Divorce Iranian Style est un film iranien réalisé par Kim Longinotto et Ziba Mir-Hosseini, sorti en 1998.

## Synopsis
Le film documente une procédure de divorce dans un tribunal iranien.

## Fiche technique
- Titre : Divorce Iranian Style
- Réalisation : Kim Longinotto et Ziba Mir-Hosseini
- Scénario : Ziba Mir-Hosseini
- Photographie : Kim Longinotto
- Montage : Barrie Vince
- Société de production : Vixen Films
- Pays :  Iran et  Royaume-Uni
- Genre : Documentaire
- Durée : 80 minutes
- Dates de sortie : 
  -  Royaume-Uni : août 1998

## Distinctions
Le film a reçu le British Academy Film Award du meilleur film documentaire.